# Jane Harman
Jane Margaret Harman, nata Lakes (New York, 28 giugno 1945), è una politica statunitense, attualmente rappresentante dello stato della California alla Camera dei Rappresentanti.

## Biografia
Jane Lakes nacque da Lucille Geier e Adolf Lakes, un medico fuggito dalla Germania nazista dopo aver conseguito una laurea in medicina all'università di Colonia.
Jane si laureò in legge ad Harvard nel 1969 e nello stesso anno sposò Richard Frank, dal quale ebbe due figli e divorziò nel 1978. Due anni dopo sposò l'imprenditore Sidney Harman, fondatore della Harman Kardon.
Subito dopo gli studi, Jane intraprese la carriera politica a Washington, lavorando come consulente speciale del Dipartimento della Difesa. In seguito ottenne un seggio nella Camera dei Rappresentanti e mantenne il posto fino al 1998, quando decise di candidarsi a Governatore della California. Dopo aver perso le elezioni, per un breve periodo la Harman insegnò all'Università della California - Los Angeles.
L'anno dopo Jane decise di ritornare al suo vecchio posto al Congresso, così si candidò e vinse le elezioni. Venne rieletta abbastanza facilmente anche per i seguenti mandati.
Nel 2006 sul TIME comparve la notizia che Jane Harman era sotto inchiesta da parte dell'FBI e del Dipartimento di Giustizia per alcuni suoi presunti accordi con l'AIPAC. In ogni caso sia la Harman che l'AIPAC hanno sempre negato una qualche connessione e l'episodio si è concluso in breve.
Nel 2011 la Harman rassegnò le dimissioni per accettare l'incarico di direttrice del Woodrow Wilson International Center for Scholars.
Durante la permanenza al Congresso Jane Harman era un membro della New Democrat Coalition e della Blue Dog Coalition; più volte è stata etichettata come conservatrice, soprattutto sulle questioni di difesa e intelligence (è favorevole al conflitto in Iraq), mentre è più liberale sulle questioni sociali (ha votato contro l'abolizione dell'aborto parziale e contro l'Atto di difesa del matrimonio).